# Liolaemus fittkaui
Liolaemus fittkaui — вид ігуаноподібних ящірок родини Liolaemidae. Ендемік Болівії.

## Поширення і екологія
Liolaemus fittkaui мешкають в Болівійських Андах в департаменті Кочабамба. Вони живуть на високогірних луках пуна, серед каміння і невисоких чагарників. Зустрічаються на висоті від 3800 до 4260 м над рівнем моря.

## Збереження
МСОП класифікує цей вид як вразливий. Liolaemus fittkaui загрожує знищення природного середовища.